# Vladimir Chávez
Vladimir Lenin Chávez Rodríguez (Bulnes, 7 de diciembre de 1939) es un profesor, sindicalista y político comunista chileno.

## Primeros años de vida
Es hijo de Néstor Chávez y de Graciela Rodríguez. Educado en el Liceo de Hombres de Concepción y en la Escuela de Preceptores de la misma ciudad, egresando como profesor primario y dirigente del Colegio de Profesores.

### Matrimonio e hijos
Contrajo matrimonio con Carmen Liliana Baroni López, con quien tiene tres hijos: Ricardo, Esteban e Iván.

## Carrera política
Fue militante del Partido Comunista desde 1960, donde ocupó los cargos de secretario del comité local de Penco y secretario regional de Concepción.
Durante el gobierno de la Unidad Popular ocupó los cargos de intendente de las provincias de O'Higgins (4 de noviembre de 1970-21 de enero de 1972) y de Concepción, donde estuvo hasta el 27 de octubre de 1972.
Fue elegido diputado por la 9ª agrupación departamental de Rancagua, Caupolicán y San Vicente para el periodo 1973-1977. Formó parte de la comisión permanente de Agricultura y Colonización. Sin embargo, el Golpe de Estado del 11 de septiembre de 1973 suspendió el Congreso Nacional, terminando sus funciones parlamentarias.

## Historial electoral
- Elecciones parlamentarias de 1973 para la 9ª Agrupación Departamental.[1]